# Грейпленд (Техас)
Грейпленд (англ. Grapeland) — місто (англ. city) в США, в окрузі Г'юстон штату Техас. Населення — 1465 осіб (2020).

## Географія
Грейпленд розташований за координатами 31°29′40″ пн. ш. 95°28′50″ зх. д. / 31.49444° пн. ш. 95.48056° зх. д. (31.494338, -95.480640).  За даними Бюро перепису населення США в 2010 році місто мало площу 5,18 км², з яких 5,16 км² — суходіл та 0,02 км² — водойми.

## Демографія
Згідно з переписом 2010 року, у місті мешкало 1489 осіб у 634 домогосподарствах у складі 400 родин. Густота населення становила 288 осіб/км².  Було 786 помешкань (152/км²).
Расовий склад населення:
| - 63,9 % — білих - 34,0 % — чорних або афроамериканців - 0,5 % — корінних американців - 0,2 % — азіатів |

До двох чи більше рас належало 0,8 %. Частка іспаномовних становила 3,1 % від усіх жителів.
За віковим діапазоном населення розподілялося таким чином: 23,0 % — особи молодші 18 років, 53,7 % — особи у віці 18—64 років, 23,3 % — особи у віці 65 років та старші. Медіана віку мешканця становила 44,0 року. На 100 осіб жіночої статі у місті припадало 81,6 чоловіків;  на 100 жінок у віці від 18 років та старших — 77,0 чоловіків також старших 18 років.
Середній дохід на одне домашнє господарство  становив 43 564 долари США (медіана — 26 677), а середній дохід на одну сім'ю — 58 961 долар (медіана — 40 577). За межею бідності перебувало 31,4 % осіб, у тому числі 45,5 % дітей у віці до 18 років та 17,3 % осіб у віці 65 років та старших.
Цивільне працевлаштоване населення становило 693 особи. Основні галузі зайнятості: роздрібна торгівля — 21,5 %, публічна адміністрація — 15,4 %, освіта, охорона здоров'я та соціальна допомога — 14,6 %.